# Antrim Short
Antrim Short (Cincinnati, 11 luglio 1900 – Los Angeles, 24 novembre 1972) è stato un attore statunitense, noto sin dal 1913 come attore bambino e quindi come giovane attore nel cinema muto americano.

## Biografia
Nato nel 1900 a Cincinnati, Ohio, Antrim Short inizia la sua carriera in teatro a Broadway già nel 1908. È figlio d'arte, i suoi genitori, Lew Short e Estelle Short, sono entrambi attori, così come le sue sorelle Gertrude Short e Florence Short e la cugina Blanche Sweet. Debutta al cinema all'età di dodici anni nel cortometraggio Bobby's Baby (1913), diventando uno degli attori bambini di punta della American Mutoscope and Biograph Company, dapprima in lunga serie di cortometraggi, e poi anche in importanti lungometraggi. È tra i primi attori bambini a specializzarsi nel genere western. È già diciassettenne quando partecipa al film Tom Sayer (1917) e al sequel Huck and Tom (1918) con Jack Pickford. 
Raggiunge l'apice della sua carriera nella prima metà degli anni venti, quando interpreta numerosi film in ruoli di rilievo, pur non raggiungendo lo status di protagonista.
Il passaggio al sonoro non si rivela felice. Il ritorna al teatro a Broadway nel 1929 non dà gli effetti sperati. Continuerà così per tutti gli anni trenta a ricevere solo piccole parti non accreditate. Ritiratosi dalla recitazione, lavora quindi come direttore del casting per diverse compagnie (Metro-Goldwyn-Mayer, Republic, Universal), prima di fondare nel 1947 una propria agenzia teatrale.
Sposato con l'attrice Frances Morris, Short muore a Los Angeles, in California nel 1972, all'età di 72 anni.

## Riconoscimenti
- Young Hollywood Hall of Fame (1908-1919)

## Filmografia

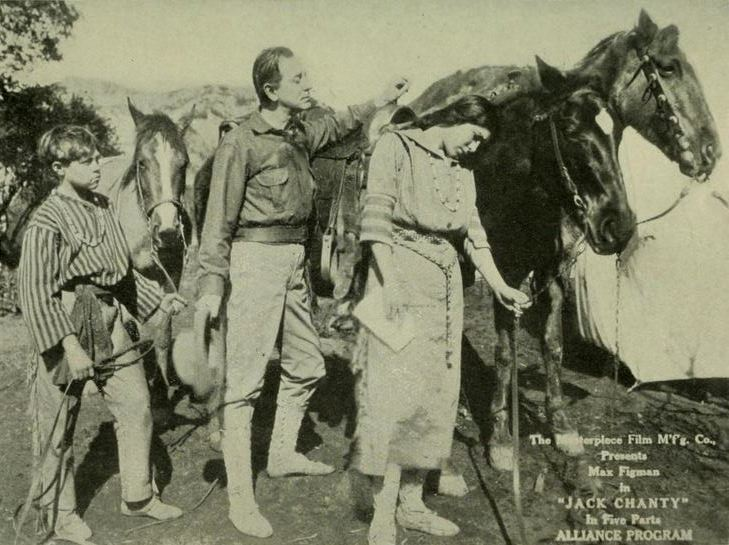
Antrim Short, attore bambino, in tre foto di scena dal film Jack Chanty (1915), con Max Figman e Lolita Robertson

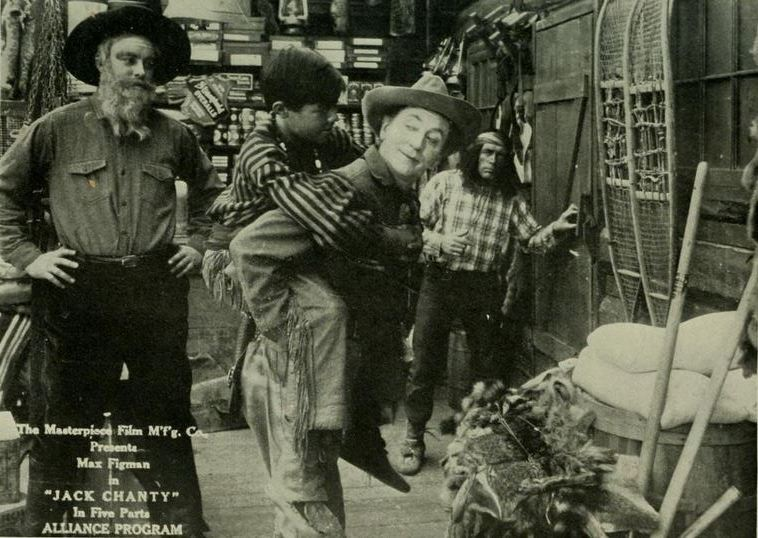

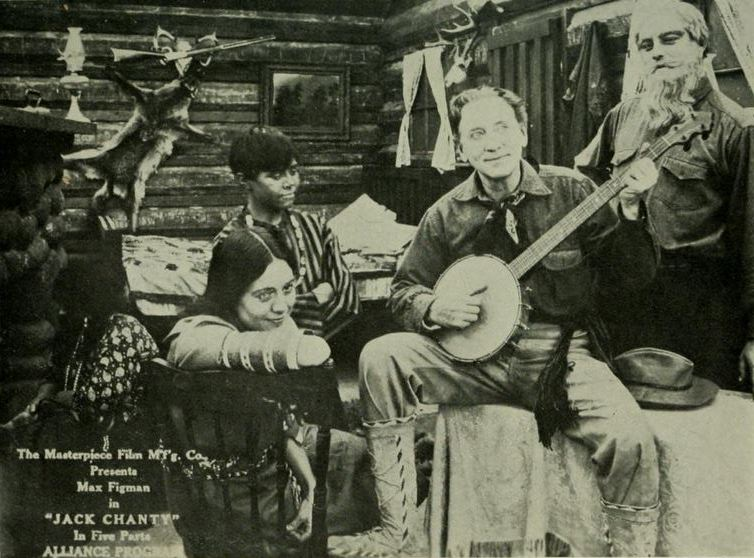

### Cortometraggi
- Bobby's Baby, regia di  Phillips Smalley e Lois Weber (1913)
- Why Rags Left Home, regia di Harry A. Pollard (1913)
- The Village Blacksmith, regia di Harry A. Pollard - cortometraggio (1913)
- His Brand, regia di Lois Weber (1913)
- Chivalry Days (1913)
- The Kid (1913)
- The Buccaneers, regia di Otis Turner (1913)
- Some Boy, regia di Allen Curtis (1914)
- The Way of a Woman, regia di Wallace Reid (1914)
- The Test, regia di Wallace Reid (1914)
- The Fruit of Evil, regia di Wallace Reid (1914)
- The Flirt, regia di Phillips Smalley e Lois Weber (1916)
- There Is No Place Like Home, regia di Lois Weber (1916)
- Corporal Billy's Comeback, regia di George Cochrane (1916)
- The Valley of Beautiful Things, regia di Lule Warrenton (1917)
- The Boyhood He Forgot, regia di Phillips Smalley e Lois Weber (1917)
- Dixie, regia di Webster Campbell (1924)
- A Greenwich Village Romance, regia di Harold R. Hall (1927)

### Lungometraggi
- John Barleycorn, regia di Hobart Bosworth e J. Charles Haydon (1914)
- Jess of the Mountain Country (1914)
- Where the Trail Divides, regia di James Neill (1914)
- Jack Chanty, regia di Max Figman (1915)
- The Gambler of the West (1915)
- Nancy's Birthday (1916)
- A Jewel in Pawl, regia di Jack Conway (1917)
- Pride and the Man, regia di Edward Sloman (1917)
- Tom Sawyer, regia di William Desmond Taylor (1917)
- A Petticoat Pilot, regia di Rollin S. Sturgeon (1918)
- Huck and Tom, regia di William Desmond Taylor (1918)
- Amore d'artista (Amarilly of Clothes-Line Alley), regia di Marshall Neilan (1918)
- Cupid by Proxy, regia di William Bertram (1918)
- The Yellow Dog, regia di Colin Campbell (1918)
- Higon, the Mighty, regia di Rollin S. Sturgeon (1918)
- The Narrow Path, regia di George Fitzmaurice (1918)
- Romance and Arabella, regia di Walter Edwards (1919)
- Destiny, regia di Rollin S. Sturgeon (1919)
- The Thunderbolt, regia di Colin Campbell (1919)
- Please Get Married, regia di John Ince (1919)
- Fighting Cressy, regia di Robert Thornby (1919)
- The Right of Way, regia di John Francis Dillon (1920)
- Old Lady 31, regia di John Ince (1920)
- Rich Girl, Poor Girl, regia di Harry B. Harris (1921)
- O'Malley of the Mounted, regia di Lambert Hillyer (1921)
- The Son of Wallingford, regia di George Randolph Chester e Lillian Christy Chester (1921)
- Beauty's Worth, regia di Robert G. Vignola (1922)
- Classmates, regia di John S. Robertson (1924)
- Wildfire, regia di T. Hayes Hunter (1925)
- The Pinch Hitter, regia di Joseph Henabery (1925)
- Married?, regia di George Terwilliger (1926)
- The Broadway Boob, regia di Joseph Henabery (1926)
- Jack O'Hearts, regia di David Hartford (1926)
- College Scandal, regia di Elliott Nugent (1935)
- Nel mondo della luna (The Moon's Our Home), regia di William A. Seiter (1936) - non accreditato
- The Big Show, regia di Mack V. Wright e Joseph Kane (1936)

## Teatro (Broadway)
- Salvation Nell (Hackett Theatre, 1908)
- Carnival (Forrest Theatre, 1929)